# Juraj Keglević
Juraj Keglević (György Keglevich; umro 1621.), poznat i kao Juraj Keglević Bužimski, je bio hrvatski plemić, podban i veliki župan. Potječe iz barunske obitelji Keglević.

## Obitelj
Keglević je rođen od oca baruna Šimuna Keglevića i majke Magdalene Petheő de Gerse. Imalo je sestru Anu i braću Ivana, Petra (IV.) i Franju. Unuk je hrvatsko-slavonsko-dalmatinskiog bana Petra II. Keglevića Bužimskog.
Otac Šimun je 1571. godine bio je član Banskoga stola u ime magnata, 1572. godine je glasnik Hrvatskoga sabora pred ugarsko-hrvatskim kraljem, a 1575. i 1576. godine pred nadvojvodom Karlom. Bio je i kandidat za hrvatskog bana 1573. i 1574. godine. Braća Petar i Ivan su sudjelovali u radu Hrvatskoga sabora 1585. godine. Petar je bio kapetan Velike Kaniže. Ivan se 1603. godine spominje se kao podban te 1614. kao jedan od kandidata za bana. Franjo je je prilikom vojne akcije u Ugarskoj potkraj 1594. godine zarobljen od Osmanske vojske te je poslije prihvatio islam.

## Životopis
Keglević je bio podban od 14. travnja 1598. do 21. listopada 1599. godine. Bio je i veliki župan Zagrebačke i Križevačke županije. S bratom Ivanom je nazočio krunidbi ugarsko-hrvatskog kralja Matije II. Habsburgovca 1608. godine.
Keglević se spominje i kao vrhovni kapetan Vesprima od 1610. do 1614. godine. Godine 1620. naslijedio je brata Ivana u saborskom povjerenstvu za Vlahe i bio imenovan vrhovnim zapovjednikom hrvatske vojske.

## Brak i potomstvo
Keglević je 1599. godine oženio barunicu Katalrinu Istvánffy, kćerku baruna Nikole Istvánffyja. Imali su četiri sina: 
- Nikola (mađ. Miklós; 1600. – 1642.) je bio velikim župan u Torni te kapetan utvrda Ónod i Diósgyőr.
- Petar, V. (1603. – 1665.) je bio vojskovođa i ljetopisac. Njegov unuk je grof Petar VII.
- Žigmund (u. 1662)
- Stjepan

Sin Nikola je utemeljitelj mađarske grane obitelji, a Petar V. hrvatske grane obitelji. Kralj Leopold I. Habsburgovac je na Saboru u Požunu 4. kolovoza 1687. godine dodijelio grofovske naslove objema granama obitelji Keglević koje su primili Nikola II. (mađarski) i Petar VII. (hrvatski).
Žigmundova kćerka Barbara se udala za Stjepana Orehovečkog. Njihova kćerka Marija Ivana se udala za Petra VII. Keglevića.